# گمینا خوتچا
گمینا خوتچا (به لهستانی:  Gmina Chotcza) یک گمینا در لهستان است که در شهرستان لیپسکو واقع شده‌است. گمینا خوتچا ۸۸٫۸۲ کیلومتر مربع مساحت و ۲٬۶۰۱ نفر جمعیت دارد.